# Джим Мегілтон
Джим Мегілтон (англ. Jim Magilton, нар. 6 травня 1969, Белфаст) — північноірландський футболіст, що грав на позиції правого півзахисника за низку англійських клубних команд та національну збірну Північної Ірландії. По завершенні ігрової кар'єри — тренер.

## Клубна кар'єра
Народився 6 травня 1969 року в Белфасті. 1986 року приєднався до академії англійського «Ліверпуля», а за два роки почав потрапляти до заявки головної команди «мерсісайдців». Протягом наступних двох років команда виграла низку національних трофеїв, утім гравець у її складі в офіційних іграх так й не дебютував.
Натомість почав виступи на рівні дорослих команд 1990 року у складі друголігового «Оксфорд Юнайтед». У цій команді відразу став гравцем основного складу і захищав її кольори протягом наступних трьох з половиною сезонів. У лютому 1994 року за 720 тисяч фунтів перейшов до «Саутгемптона», у складі якого дебюутував в іграх англійської Прем'єр-ліги. У цій команді також як стабільний гравець «основи» провів настуні три з половиною роки, доки влітку 1997 року не перейшов до іншого вищолігового клубу «Шеффілд Венсдей». Цього разу трансферна вартість гравця склала 1,7 млн. фунтів, однак сподівань тренерського штабу нової команди він не виправдав. Спочатку досить регулярно виходив на поле, але від початку сезону 1998/99 фактично втратив місце у її складі.
У березні 1999 року новим клубом півзахисника став друголіговий «Іпсвіч Таун». Провів у цій команді решту сім сезонів своєї ігрової кар'єри. 2000 року повертався з «Іпсвічем» до Прем'єр-ліги, де команда провела два сезони, після чого до завершення професійної кар'єри у 2006 продовжував грати у другому англійському дивізіоні.

## Виступи за збірну
1991 року дебютував в офіційних матчах у складі національної збірної Північної Ірландії. Загалом протягом кар'єри в національній команді, яка тривала 12 років, провів у її формі 52 матчі, забивши 5 голів.

### Статистика виступів за збірну
| Команда           | Рік   | Ігри | Голи |
| ----------------- | ----- | ---- | ---- |
| Північна Ірландія |       |      |      |
| 1991              | 6     | 1    |      |
| 1992              | 5     | 1    |      |
| 1993              | 7     | 2    |      |
| 1994              | 7     | 0    |      |
| 1995              | 5     | 0    |      |
| 1996              | 4     | 0    |      |
| 1997              | 4     | 1    |      |
| 1998              | 1     | 0    |      |
| 1999              | 0     | 0    |      |
| 2000              | 5     | 0    |      |
| 2001              | 6     | 0    |      |
| 2002              | 2     | 0    |      |
| Разом             | Разом | 52   | 5    |

## Кар'єра тренера
Заервшивши виступи на футбольному полі 2006 року, залишився у структурі клубу «Іпсвіч Таун», де отримав позицію головного тренера основної команди. За результатами сезону 2006/07 команда посіла 14-те місце у Чемпіоншипі, другому англійському дивізіоні. Наступного сезону вона вже була восьмою, лише одним очком поступившись команді, яка потрапила до плей-оф за вихід до Прем'єр-ліги. Зважаючи на цей результат, влітку 2008 року керівництво клубу погодило суттєві інвестиції у посилення команди, які, утім, не допомогли їй потрапити хоча б до плей-оф за підвищення в класі. Коли це стало зрозуміло навесні 2009 тренера звільнили.
Влітку того ж 2009 року уклав дворічну тренерську угоди із «Квінз Парк Рейнджерс», утім вже у грудні стало відомо про відсторонення тренера від роботи через конфлікт, а за іншими джерелами, бійку з гравцем команди Акошем Бужаки. 16 грудня було оголошено про розірвання контракту за згодою сторін.
Протягом другої половини 2011 року був асистентом Майкла О'Ніла у тренерському штабі ірландського «Шемрок Роверс», а на початку 2012 очолив австралійський «Мельбурн Вікторі». В Австралії пропрацював лише три місяці, продемонструвавши з командою дуже посередні результати дві перемоги у 12 іграх при п'яти нічиїх і п'яти поразках.
2013 року обійняв адміністративну посаду в структурі Ірландської футбольної асоціації, а в травні 2015 повернувся до тренерської роботи, очоливши тренерський штаб молодіжної збірної Північної Ірландії, з якою працював до 2017 року.
Навесні 2021 року виконував обов'язки головного тренера ірландського «Дандолка».

## Титули і досягнення
Гравець
- Чемпіон Англії (1):

«Ліверпуль»: 1989-1990
- Володар Кубка Англії (1):

«Ліверпуль»: 1988-1989
- Володар Суперкубка Англії (2):

«Ліверпуль»: 1988, 1989
Тренер
- Володар Кубка північноірландської ліги (1):

«Кліфтонвілл»: 2024-2025